# Yuta Nakayama
Yuta Nakayama (中山 雄太, Nakayama Yuta, Ryugasaki, 16 februari 1997) is een Japans voetballer die doorgaans speelt als centrale verdediger. In augustus 2024 verruilde hij Huddersfield Town voor Machida Zelvia. Nakayama maakte in 2019 zijn debuut in het Japans voetbalelftal.

## Clubcarrière
Nakayama doorliep de jeugdopleiding van Kashiwa Reysol en brak ook door bij die club. Op 23 juni 2015 maakte de verdediger zijn debuut in het eerste elftal. Op die dag werd met 1–0 gewonnen van Gamba Osaka. Nakayama mocht van coach Tatsuma Yoshida in de achtenzestigste minuut invallen voor Masato Fujita. Zijn eerste doelpunt volgde op 13 juli 2016, tijdens een gelijkspel tegen Sanfrecce Hiroshima (3–3). Tijdens dit duel opende hij na vijf minuten de score.
In januari 2019 maakte Nakayama de overstap naar PEC Zwolle, waar hij zijn handtekening zette onder een verbintenis voor de duur van drieënhalf jaar. Op 31 maart 2019 maakte de Japanner zijn debuut voor PEC Zwolle, door in eigen huis tegen FC Emmen negen minuten voor het einde van de wedstrijd in te vallen voor de geblesseerde Kingsley Ehizibue. Door doelpunten van Vito van Crooij en Lennart Thy (tweemaal) won de thuisploeg met 3–0. Op 21 november 2021 verloor Nakayama zijn beide voortanden bij een wedstrijd in De Kuip tegen Feyenoord, tijdens een duel met Bryan Linssen.
Medio 2022 verliep de verbintenis van de Japanner bij PEC, waarna hij vertrok bij de club. Hierop tekende hij voor twee seizoenen bij Huddersfield Town. Na twee seizoenen in Engeland keerde Nakayama bij Machida Zelvia terug in Japan.

## Clubstatistieken
| Seizoen | Club              | Competitie   | Competitie | Competitie | Beker | Beker | Internationaal | Internationaal | Totaal | Totaal |
| Seizoen | Club              | Competitie   | Wed.       | Dlp.       | Wed.  | Dlp.  | Wed.           | Dlp.           | Wed.   | Dlp.   |
| ------- | ----------------- | ------------ | ---------- | ---------- | ----- | ----- | -------------- | -------------- | ------ | ------ |
| 2015    | Kashiwa Reysol    | J1 League    | 1          | 0          | 1     | 0     | 2              | 0              | 4      | 0      |
| 2016    | Kashiwa Reysol    | J1 League    | 26         | 2          | 5     | 0     | —              | —              | 31     | 2      |
| 2017    | Kashiwa Reysol    | J1 League    | 30         | 1          | 7     | 0     | —              | —              | 37     | 1      |
| 2018    | Kashiwa Reysol    | J1 League    | 19         | 3          | 2     | 0     | 4              | 0              | 25     | 3      |
| 2018/19 | PEC Zwolle        | Eredivisie   | 4          | 0          | 0     | 0     | —              | —              | 4      | 0      |
| 2019/20 | PEC Zwolle        | Eredivisie   | 14         | 2          | 1     | 0     | —              | —              | 15     | 2      |
| 2020/21 | PEC Zwolle        | Eredivisie   | 32         | 2          | 1     | 0     | —              | —              | 33     | 2      |
| 2021/22 | PEC Zwolle        | Eredivisie   | 29         | 1          | 3     | 1     | —              | —              | 32     | 2      |
| 2022/23 | Huddersfield Town | Championship | 14         | 2          | 1     | 0     | —              | —              | 15     | 2      |
| 2023/24 | Huddersfield Town | Championship | 23         | 0          | 2     | 0     | —              | —              | 25     | 0      |
| 2024    | Machida Zelvia    | J1 League    | 0          | 0          | 0     | 0     | —              | —              | 0      | 0      |
| Totaal  | Totaal            | Totaal       | 192        | 13         | 23    | 1     | 6              | 0              | 221    | 14     |

Bijgewerkt op 14 augustus 2024.

## Interlandcarrière
Nakayama werd in mei 2019 door bondscoach Hajime Moriyasu opgenomen in de selectie van het Japans voetbalelftal voor de Copa América 2019. Op dat moment had hij nog geen interlands gespeeld. Zijn eerste interland speelde hij op het toernooi, op 17 juni 2019 tegen Chili. Door doelpunten van Erick Pulgar, Eduardo Vargas (tweemaal) en Alexis Sánchez werd met 0–4 verloren. Nakayama mocht in de basis beginnen en speelde het gehele duel mee. De andere Japanse debutanten dit duel waren Keisuke Osako (Sanfrecce Hiroshima), Daiki Sugioka (Shonan Bellmare), Teruki Hara (Sagan Tosu), Ayase Ueda, Hiroki Abe (beiden Kashima Antlers), Daizen Maeda (Matsumoto Yamaga) en Koji Miyoshi (Yokohama Marinos). Japan werd op de Copa América uitgeschakeld in de groepsfase na de nederlaag tegen Chili en gelijke spelen tegen Uruguay (2–2) en Ecuador (1–1). Nakayama speelde alleen tegen Chili mee.
In november 2022 werd Nakayama door Moriyasu opgenomen in de selectie van Japan voor het WK 2022. Een paar dagen later moest hij zich met een bij zijn club opgelopen blessure afmelden voor het toernooi.
| Interlands van Yuta Nakayama voor Japan | Interlands van Yuta Nakayama voor Japan | Interlands van Yuta Nakayama voor Japan | Interlands van Yuta Nakayama voor Japan | Interlands van Yuta Nakayama voor Japan | Interlands van Yuta Nakayama voor Japan | Interlands van Yuta Nakayama voor Japan |
| №                                       | Datum                                   | Wedstrijd                               | Uitslag                                 | Competitie                              | Goals                                   |                                         |
| Als speler bij PEC Zwolle               | Als speler bij PEC Zwolle               | Als speler bij PEC Zwolle               | Als speler bij PEC Zwolle               | Als speler bij PEC Zwolle               | Als speler bij PEC Zwolle               | Als speler bij PEC Zwolle               |
| --------------------------------------- | --------------------------------------- | --------------------------------------- | --------------------------------------- | --------------------------------------- | --------------------------------------- | --------------------------------------- |
| 1                                       | 17 juni 2019                            | Japan – Chili                           | 0 – 4                                   | Copa América 2019                       |                                         |                                         |
| 2                                       | 9 oktober 2019                          | Japan – Kameroen                        | 0 – 0                                   | Vriendschappelijk                       |                                         |                                         |
| 3                                       | 13 oktober 2019                         | Japan – Ivoorkust                       | 1 – 0                                   | Vriendschappelijk                       |                                         |                                         |
| 4                                       | 13 november 2019                        | Japan – Panama                          | 1 – 0                                   | Vriendschappelijk                       |                                         |                                         |
| 5                                       | 17 november 2019                        | Japan – Mexico                          | 0 – 2                                   | Vriendschappelijk                       |                                         |                                         |
| 6                                       | 7 oktober 2021                          | Saoedi-Arabië – Japan                   | 1 – 0                                   | WK 2022 kwalificatie                    |                                         |                                         |
| 7                                       | 12 oktober 2021                         | Japan – Australië                       | 2 – 1                                   | WK 2022 kwalificatie                    |                                         |                                         |
| 8                                       | 11 november 2021                        | Vietnam – Japan                         | 0 – 1                                   | WK 2022 kwalificatie                    |                                         |                                         |
| 9                                       | 16 november 2021                        | Oman – Japan                            | 0 – 1                                   | WK 2022 kwalificatie                    |                                         |                                         |
| 10                                      | 27 januari 2022                         | Japan – China                           | 2 – 0                                   | WK 2022 kwalificatie                    |                                         |                                         |
| 11                                      | 1 februari 2022                         | Japan – Saoedi-Arabië                   | 2 – 0                                   | WK 2022 kwalificatie                    |                                         |                                         |
| 12                                      | 24 maart 2022                           | Australië – Japan                       | 0 – 2                                   | WK 2022 kwalificatie                    |                                         |                                         |
| 13                                      | 29 maart 2022                           | Japan – Vietnam                         | 1 – 1                                   | WK 2022 kwalificatie                    |                                         |                                         |
| 14                                      | 2 juni 2022                             | Japan – Paraguay                        | 4 – 1                                   | Vriendschappelijk                       |                                         |                                         |
| 15                                      | 6 juni 2022                             | Japan – Brazilië                        | 0 – 1                                   | Vriendschappelijk                       |                                         |                                         |
| 16                                      | 10 juni 2022                            | Japan – Ghana                           | 4 – 1                                   | Vriendschappelijk                       |                                         |                                         |
| Als speler bij Huddersfield Town        |                                         |                                         |                                         |                                         |                                         |                                         |
| 17                                      | 23 september 2022                       | Japan – Verenigde Staten                | 2 – 0                                   | Vriendschappelijk                       |                                         |                                         |
| 18                                      | 13 oktober 2023                         | Japan – Canada                          | 4 – 1                                   | Vriendschappelijk                       |                                         |                                         |
| 19                                      | 17 oktober 2023                         | Japan – Tunesië                         | 2 – 0                                   | Vriendschappelijk                       |                                         |                                         |
| 20                                      | 16 januari 2024                         | Japan – Myanmar                         | 5 – 0                                   | AK 2023                                 |                                         |                                         |
| 21                                      | 24 januari 2024                         | Japan – Indonesië                       | 3 – 1                                   | AK 2023                                 |                                         |                                         |
| 22                                      | 31 januari 2024                         | Bahrein – Japan                         | 1 – 3                                   | AK 2023                                 |                                         |                                         |

Bijgewerkt op 14 augustus 2024.